# Goerodes nukabiraensis
Goerodes nukabiraensis är en nattsländeart som först beskrevs av Kobayashi 1964.  Goerodes nukabiraensis ingår i släktet Goerodes och familjen kantrörsnattsländor. Inga underarter finns listade i Catalogue of Life.